# Feierabendhaus (Darmstadt)
Das Feierabendhaus ist ein Bauwerk in Darmstadt.

## Architektur und Geschichte
Das Feierabendhaus wurde im Jahre 1898 nach Plänen des Architekten Scherer erbaut.
Das massiv wirkende langgestreckte, zweigeschossige Bauwerk mit seinem ausgebauten ziegelgedeckten steilen Dach wurde im neugotischen Stil als Schwesternhaus des Elisabethenstifts errichtet.
Auffällig ist der Kontrast von Putzfassade und Naturstein, der das Gebäude gliedert.
Die in der zweiten Hälfte des 19. Jahrhunderts als kirchlicher Stil begriffene Neugotik bestimmt den Baustil des Gebäudes mit den  spitzbogig gerahmten Fenstern und den applizierten Zierformen wie dem im 2. Obergeschoss durchlaufenden Maßwerkband.
Im Inneren des Bauwerks befindet sich ein Treppenhaus mit einer freischwingenden Treppe.
Die historische Einfriedung aus der Erbauungszeit gehört zur Sachgesamtheit.

## Denkmalschutz
Aus architektonischen und stadtgeschichtlichen Gründen ist das malerische Bauwerk ein Kulturdenkmal.

## Das Feierabendhaus heute
In den Jahren 2014 bis 2015 wurde das Feierabendhaus saniert.
Heute dient das Bauwerk nicht mehr als Schwesternwohnheim.